# Molophilus (Molophilus) dicranostylus
Molophilus (Molophilus) dicranostylus is een tweevleugelige uit de familie steltmuggen (Limoniidae). De soort komt voor in het Australaziatisch gebied.